# Jaroslav Letnianský
Jaroslav Letnianský, křtěný Jaroslav František Christian (10. března 1885 Mníšek pod Brdy - 20. března 1927 Čáslav), byl český středoškolský profesor a akademický malíř.

## Život
Jaroslav Letnianský se narodil v Mníšku pod Brdy v rodině tajemníka u barona Širndinga Jana Letnianského a jeho ženy Emilie rodem Letnianské z Loun. Jaroslav vyrůstal s dalšími čtyřmi sourozenci, starší sestrou Olgou (1882) a sestrou Zdenkou (1883), dále pak mladšími sestrami Marií (1886) a Klárou (1891). Rodina Jana Letnianského přesídlila kolem roku 1899 do Prahy, kde otec zastával ředitelské místo. Zde Jaroslav absolvoval 7 tříd reálné školy na Královských Vinohradech a v roce 1906 zakončil studium maturitou. V dalším studiu pokračoval v letech 1906-1911 na Malířské akademii, kde absolvoval I. ročník Všeobecné školy (1906/07) u prof. Roubalíka, následně pak II. ročník (1907/08) u prof. Bukovace a studium završil absolvováním Speciální školy (1908/09-1910/11) prof. Pirnera. Později složil ještě potřebnou zkoušku, aby mohl vyučovat na středních školách.
Po ukončení akademického vzdělání pak v témže roce podnikl studijní cestu do Itálie. Po návratu do vlasti se krom malování věnoval plně výuce, zprvu působil jako suplující profesor na c.k. vyšší reálce v Nymburce. Během zdejšího pobytu se v roce 1913 oženil s o deset let mladší Rozálií Bezdíčkovou. Později odešel do Čáslavi kde působil na zdejším gymnáziu. V roce 1922 zde navrhl Jaroslav Letnianský, spolu s Rudolfem Matesem výzdobu jeviště a portál loutkového divadla čáslavského Sokola. Jaroslav Letnianský zemřel v Čáslavi a následně byly jeho ostatky převezeny ke kremaci do Prahy.
Letnianský maloval krajiny, zvláště pak ty z Vysokých Tater, jejichž reprodukce byly vydány jako pohlednice.

## Galerie

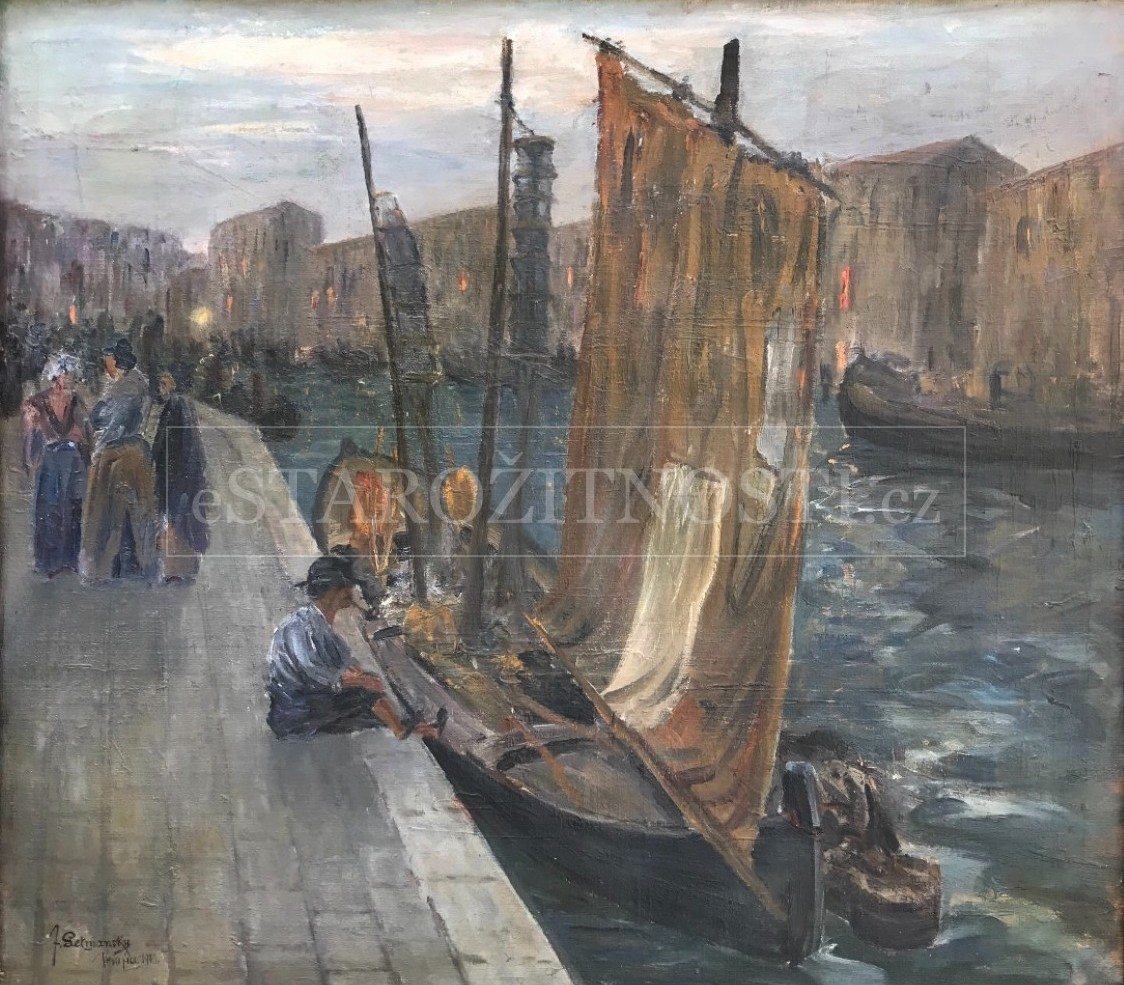
Venezia (olej na plátně) 1910
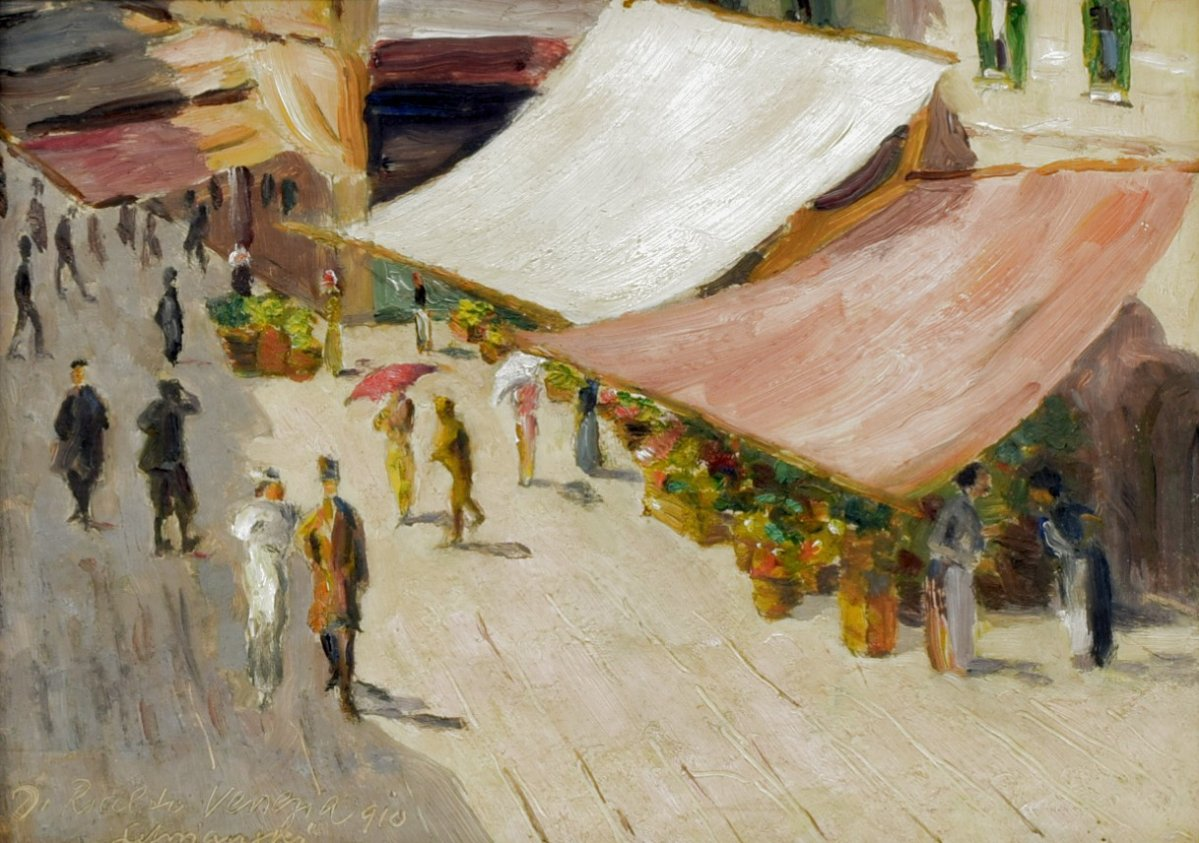
Benátky (olej na lepence) 1910
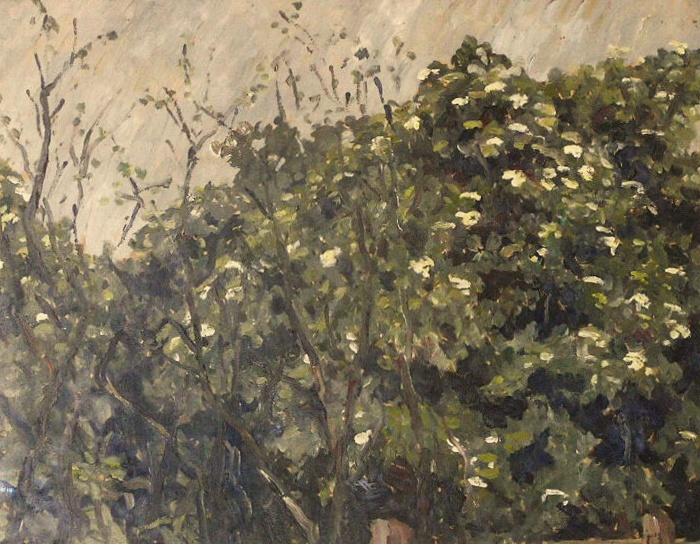
Černý bez (před 1927)
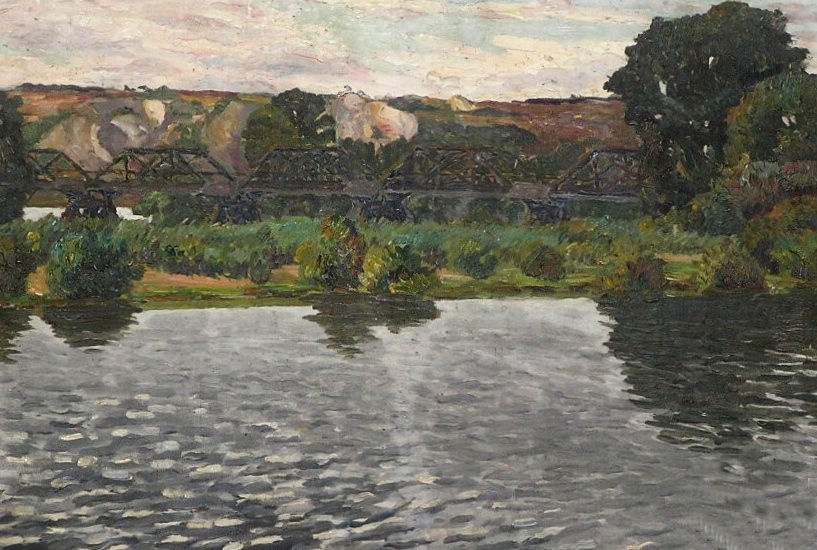
Libeňský most v Praze (olej na plátně) před 1927
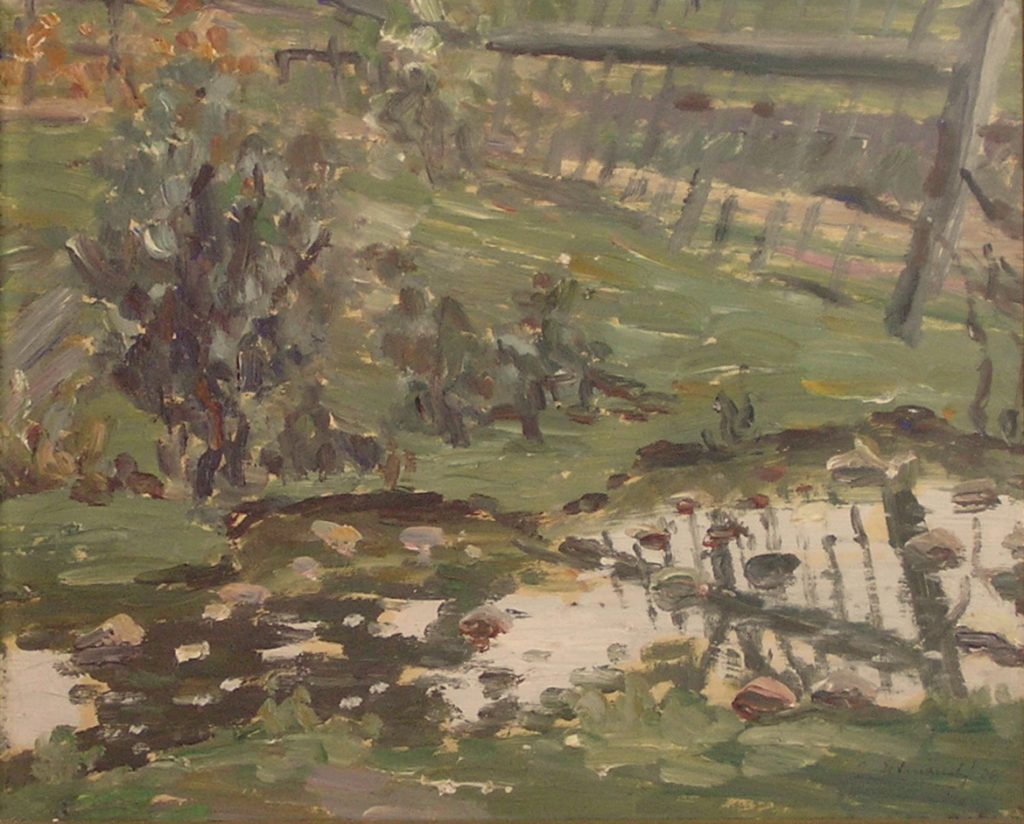
Tůň (před 1927)
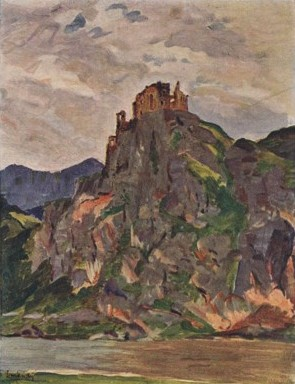
Hrad Strečno (tempera) před 1927
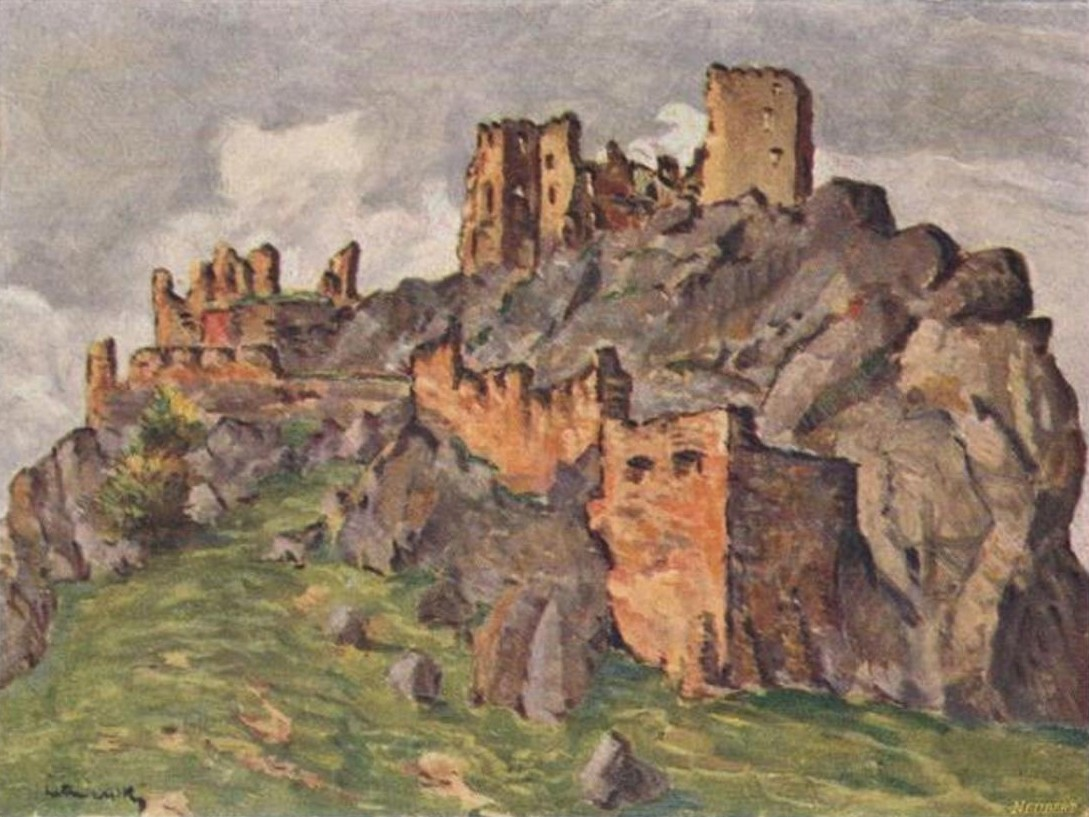
Hrad Beckov (tempera) před 1927
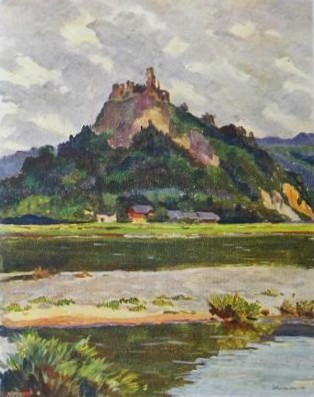
Povážské podhradí (tempera) před 1927